# Zett-Haus
Zett-Haus také Z-Haus je víceúčelová budova na ulici Stauffacher postavena v letech 1930–1932 podle projektu architektů Flory Steiger-Crawfordové, Rudolfa Steigera a Carla Hubachera. Budova  je jedním z nejvýznamnějších příkladů modernismu v Curychu a je zapsána v seznamu uměleckých a kulturně-historických chráněných objektů města Curych.

## Popis
Písmeno v názvu Zett-Haus odkazuje na jedné straně na město Curych (Zürich), na druhé straně – "Z" je poslední písmeno abecedy – na kdysi dokonalý technický a architektonický stav budovy, který splňoval myšlenky Neues Bauen „od A do Z“. Samotné množství různých funkcí a zařízení, které Zett-Haus nabízel, bylo na svou dobu nové a jedinečné. Kromě kancelářského a obytného křídla se v budově nacházelo také kino a bar, jejichž interiér a vybavení byly speciálně navrženy pro Zett-Haus. V Zett-Hausu se nacházely v přízemí různé obchody a restaurace, v patrech kanceláře a byty, několik uměleckých ateliérů, bazén na ploché střeše a podzemní parkoviště s elektrickou točnou. Vnitřní prostory bylo navíc možné díky mobilním dělicím stěnám průběžně a bez větších komplikací měnit.

## Kino
Kino Roxy, do kterého se vcházelo přes Zett-Haus a které se nacházelo v přístavbě na zadním nádvoří, nabízelo různé dříve neznámé funkce. Mělo například posuvnou střechu, kterou bylo možné v případě potřeby a za teplého počasí otevřít. Na některých z přibližně jednoho tisíce sedadel byly instalovány stanice pro sluchátka, které byly speciálně vyvinuty a navrženy pro toto kino. V tomto kinosále byla instalována první automatická klimatizace ve Švýcarsku. Tu vyrobila společnost Carrier, jejíž majitel Willis Carrier je považován za vynálezce klimatizačního systému.
Za zmínku stojí i pojmenování kina Zett-Haus. „Roxy“ byla přezdívka amerického manažera showbyznysu Samuela L. Rothafela. Ve 20. letech minulého století jako jeden z prvních poukázal na úzké propojení architektury a designem fasády  kina s jeho komerčním úspěchem.
Na konci sedmdesátých let 20. století bylo kino přejmenováno na Ritz. V roce 1977 byl přistavěn další sál kina, Ritz Club. Od května 1993 se kino jmenuje Metropol.

## Lidé
Díky různým atrakcím a možnostem, které Zett-Haus nabízel, jej navštěvovalo mnoho lidí za zcela odlišnými účely. Bylo to místo pro práci, nakupování, bydlení a v neposlední řadě i pro trávení volného času. Zatímco na plánování a realizaci se podíleli především členové skupiny CIAM (congrès internationaux d'architecture moderne/internationale kongresse für neues bauen), mnoho dalších umělců a grafiků, včetně Richarda Paula Lohseho, byli se Zett-Hausem spojeni jako jeho obyvatelé. V roce 1932 se sem nastěhovala pohybová škola Suzanne Perrottetové.
Celosvětová hospodářská krize třicátých let a s ní spojené sociální napětí způsobily, že ve čtvrti Aussersihl velká část plánovaných obchodních prostor byla nakonec pronajata jako ateliéry nebo byty. V důsledku toho Zett-Haus brzy obývali především studenti, mladí umělci, bohémové a nemajetní přistěhovalci ze sousedního Německa, které se právě stalo součástí Třetí říše.